# Malaysia Open 1960
Die Malaysia Open 1960 im Badminton fanden im Juli 1960 in Kuala Lumpur statt. Es war die 19. Austragung der internationalen Titelkämpfe im Badminton von Malaysia.

## Finalergebnisse
| Disziplin    | Sieger                      | Finalist                    | Ergebnis          |
| ------------ | --------------------------- | --------------------------- | ----------------- |
| Herreneinzel | Choong Ewe Beng             | Eddy Yusuf                  | 15–13, 15–9       |
| Dameneinzel  | Minarni                     | Retno Koestijah             | w. o.             |
| Herrendoppel | Teh Kew San Lim Say Hup     | Tan King Gwan Njoo Kiem Bie | 6–15, 15–11, 15–6 |
| Damendoppel  | Tan Gaik Bee Cecilia Samuel | Minarni Retno Koestijah     | 15–5, 15–12       |
| Mixed        | Lim Say Hup Tan Gaik Bee    | Bobby Chee Ng Mei Ling      | 17–14, 15–6       |